# Langhorne
Langhorne es un borough ubicado en el condado de Bucks en el estado estadounidense de Pensilvania. En el año 2000 tenía una población de 32,962 habitantes y una densidad poblacional de 1,550.7 personas por km².
El óvalo de Langhorne albergó carreras de la AAA, USAC, NASCAR y AMA entre 1930 y 1970.

## Geografía
Langhorne se encuentra ubicado en las coordenadas 40°10′39″N 74°55′8″O / 40.17750, -74.91889.

## Demografía
Según la Oficina del Censo en 2000 los ingresos medios por hogar en la localidad eran de $56,389 y los ingresos medios por familia eran $75,429. Los hombres tenían unos ingresos medios de $48,125 frente a los $31,759 para las mujeres. La renta per cápita para la localidad era de $21,479. Alrededor del 3% de la población estaba por debajo del umbral de pobreza.